# Olloqui
Olloqui (Olloki en euskera y de forma oficial) es una localidad española de la Comunidad Foral de Navarra perteneciente al  municipio de Esteríbar. 
Está situado en la Merindad de Sangüesa, en la comarca de Auñamendi y a 8 km por carretera de la capital de la comunidad, Pamplona. Su población en 2014 fue de 872 habitantes (INE).
Hasta el 1 de diciembre de 2005 fue administrativamente un concejo , habiéndose ecxtinguido en esa fecha, a petición de la mayoría de los vecinos residentes, en aplicación de la posibilidad que establece la Ley Foral 6/1990, de 2 de julio de Administración Local de Navarra. 

## Demografía
Tiene una superficie aproximada de 1,88 km². A fecha 1 de enero de 2007, la población asciende a 29 habitantes en el pueblo y a 71 en la urbanización Olloqui Residencial, siendo la población total de 488 habitantes. El crecimiento demográfico se prevé explosivo a corto plazo, conforme la urbanización vaya consolidándose y las más de 600 nuevas viviendas en curso o planificación sean habitadas. Olloqui ha superado a Zubiri como núcleo más poblado de Esteríbar, a resultas de dicho plan urbanístico parcialmente completado. A mediados de 2007, el número de habitantes empadronados era de 420. La densidad de población es de 259,57 habitantes por km², superior a la del municipio, Navarra y España pero inferior a la del área metropolitana de Pamplona.

### Evolución de la población
| Gráfica de evolución demográfica de Olloqui entre 2000 y 2022 |
|                                                               |
| Datos según el nomenclátor publicado por el INE.              |

## Economía
Las actividades económicas son en la actualidad pequeñas por su volumen, habiendo registradas cuatro industrias y varias pequeñas explotaciones agrícolas, cerealistas en su mayoría. No obstante, se encuentra en fase de construcción el polígono industrial y de servicios Olloquilanda-Urbi, impulsado conjuntamente por los ayuntamientos de Esteríbar y Huarte, cuya superficie asciende a 269.485 m². Destaca la compra de 40.779 metros cuadrados por parte de la farmacéutica Cinfa. Dicho polígono ha sido diseñado para acoger exclusivamente industrias y negocios con alto valor añadido y no contaminantes. Como elementos singulares, destacan tres torres de oficinas para relocalizar negocios de carácter urbano. Es de reseñar el retraso que acumulan las obras de urbanización del mismo.
El transporte se resuelve actualmente mediante automóvil, a través de las carreteras PA-30 y N-135, y de dos líneas de autobús. Está planificada la construcción de la Ronda Supereste (áun por codificar) que bordearía el pueblo por el sur, con dos accesos al mismo, penetrando desde Alzuza (Valle de Egüés) y prosiguiendo en dirección Arre (Ezkabarte). Presumiblemente, Olloqui sería el origen de la nueva vía rápida entre Pamplona y Valcarlos (Frontera con Francia, Pirineos Atlánticos y Baja Navarra), aunque el Gobierno de Navarra no ha aprobado todavía un trazado definitivo. El 25 de febrero de 2008 se creó una línea del Transporte Urbano Comarcal - autobús urbano de la Cuenca de Pamplona - desde el Segundo Ensanche de Pamplona (Avenida de San Ignacio) hasta la urbanización (Línea 23), según lo recogido en el II Plan del Transporte de la Mancomunidad de la Comarca de Pamplona, aunque con un mes de retraso sobre la previsión inicial.
El Ayuntamiento de Esteribar ha ofertado al Colegio San Cernin, actualmente sito en Pamplona, una parcela anexa a la urbanización con el fin de que levanten un nuevo colegio en ella, dotándola de instalaciones deportivas que, fueran del horario lectivo, podría ser del uso de los vecinos. Hasta la fecha la dirección del centro no se ha pronunciado. En otoño de 2008 comenzarán las obras de un nuevo centro público de Educación Infantil y Primaria para los niños del pueblo y del resto de localidades en el sur del valle (las correspondientes al CP 31699).
Está autorizada la construcción de 300 viviendas adicionales entre Olloqui y el despoblado de Arleta. Suponen el primer apoyo administrativo a un plan urbanístico con contempla 600 nuevas viviendas en el entorno de Arleta - 50 de ellas protegidas -, promovido por los propietarios del Señorío homónimo, la familia de José de Orueta y Gaytán de Ayala. A más largo plazo, el continuo urbano llegará hasta Irotz, pasando por Zabaldika, con otras 600 viviendas adicionales.

## Euskera
Olloqui, como núcleo integrate del municipio de Esteríbar, queda incluido en la zona vascófona tal y como ésta se define en la Ley Foral del Vascuence. La implicación de esto es la cooficialidad del euskera y del castellano, y la obligatoriedad de que la señalización y las comunicaciones oficiales sean efectuadas de manera bilingüe. No hay estadísticas a nivel de noménclator sobre el uso y conocimiento del euskera, si bien se puede reseñar que en la actualidad entre el 25 y el 30% de los habitantes del valle lo hablan y/o comprenden de forma significativa. Recientemente, se ha procedido a la contratación de un técnico municipal de euskera.

## Comunicaciones
| Eskualdeko Hiri Garraioa/Transporte Urbano Comarcal |       |        |
| Inicio                                              | Línea | Fin    |
| Kordobila/Cordovilla                                | 23    | Olloki |
| Taxi Iruñerria                                      |       |        |
| Zona                                                | B     | B      |
| Estaciones                                          |       |        |

## Patrimonio arquitectónico
Como edificios más destacables se encuentran la iglesia de San Adrián y el Palacio Cabo de Armería. Éste perteneció a la “familia Olloqui”, que ocupa un lugar destacado en la historia de Esteríbar y de Navarra. Defendieron desde el siglo XIII sus privilegios hasta la Primera Guerra Carlista. Es en 1512 – 1530 cuando se habla de la implicación de esta familia, como familia agramontesa, en el intento de recuperación del Reino de Navarra en 1512 y de las represalias que sufrieron consecuencia de ello.
Iglesia de San Adrián: Construcción del siglo XII, reformada durante el siglo XVIII. Conserva los contrafuertes exteriores medievales entre los que aparecen saeteras de medio punto. En las fachadas exteriores se hace evidente en el sillar las diferentes cronologías de los estilos arquitectónicos. Contiene en la pared interna del ábside interesantes  pinturas góticas sobre santa Águeda, descubiertas tras la restauración del retablo (hacia el año 2002) y también restos de pinturas sobre Adán y Eva en la pared del lado del Ofertorio.